# Georg Boettger (Architekt)

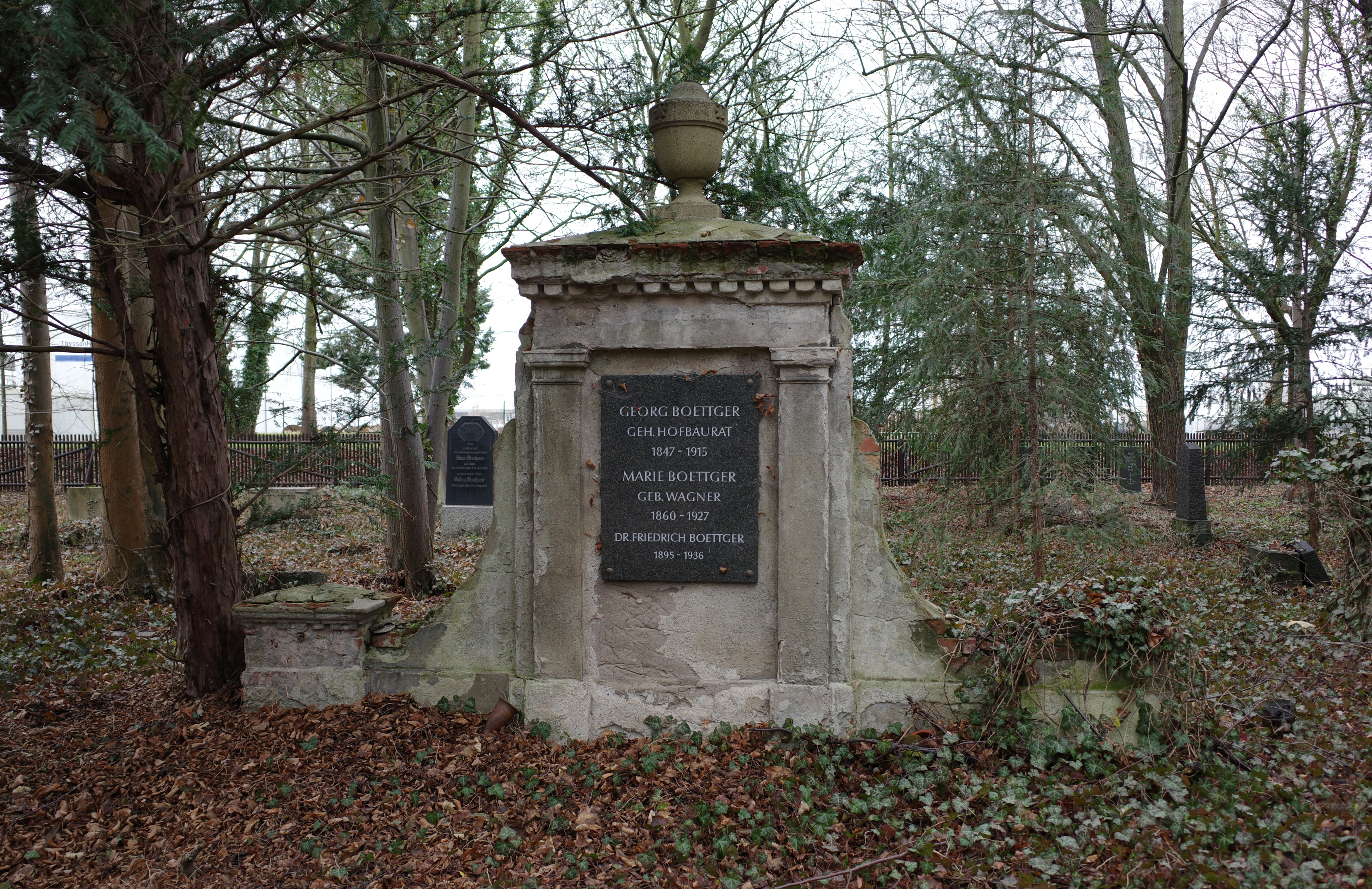
Grabmal

Georg Karl Boettger (auch: Georg Böttger; * 12. Februar 1847 in Rudolstadt; † 6. Dezember 1915 in Dessau) war ein deutscher Architekt und Geheimer Hofbaurat sowie Leiter des Dessauer Hofbauamtes.
Boettgers erhaltenes Grabmal findet sich auf dem Dessauer Friedhof III.

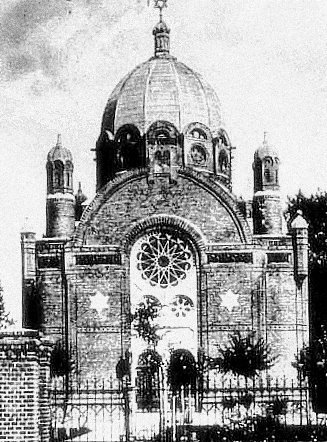
Synagoge in Rawicz

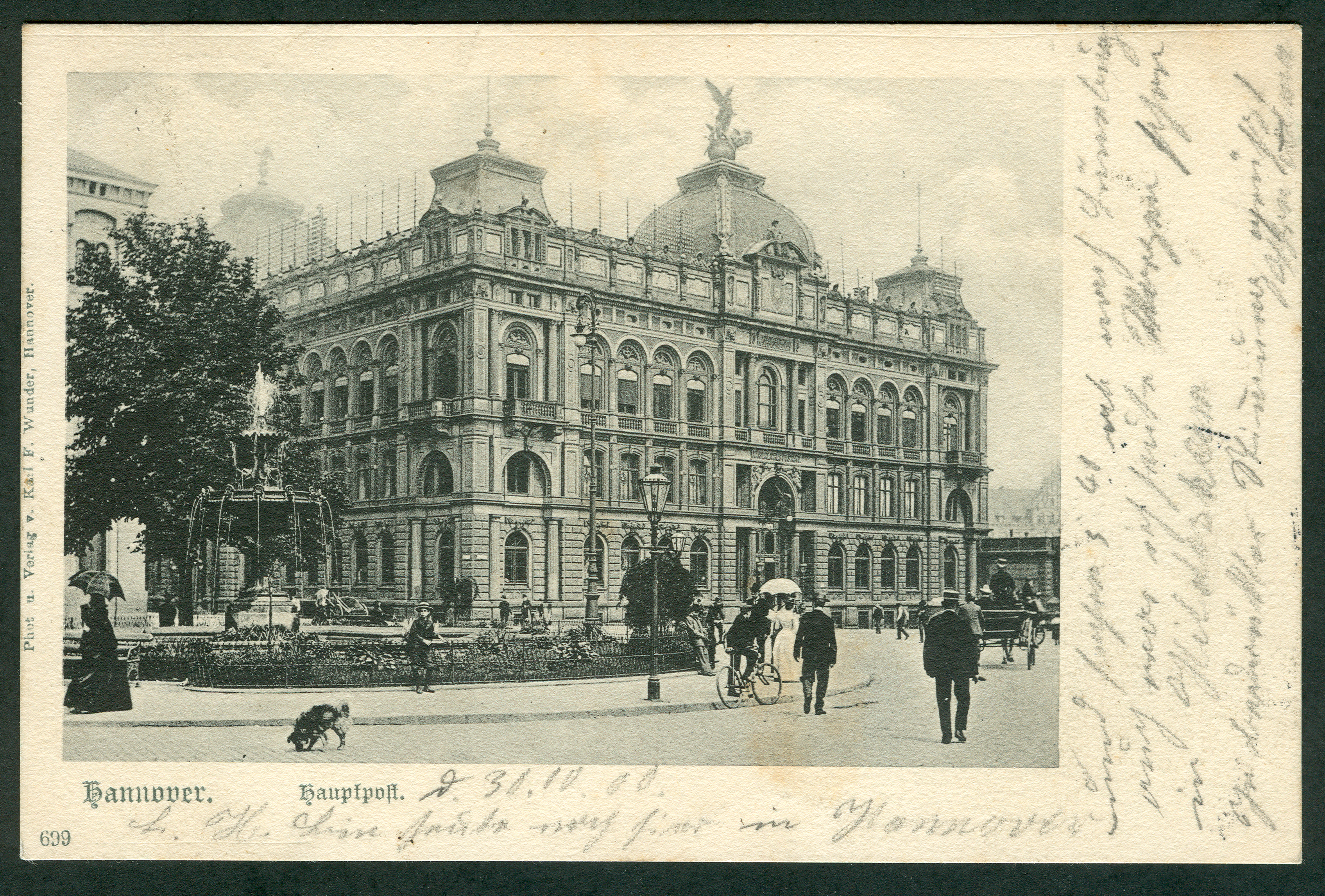
Hauptpost am Ernst-August-Platz in Hannover;
Ansichtskarte Nr. 699, Karl F. Wunder, um 1900

## Bekannte Werke (Auswahl)

### Schriften
- G. Böttger: Einiges aus der neueren Bauthätigkeit Hannovers (Post am Bahnhof), in: Deutsche Bauzeitung, XIII Jahrgang (1879), Nr. 95, S. 485

### Bauten
- 1877–1881, gemeinsam mit August Kind: Neubau des Postdienstgebäudes in Hannover als Post- und Telegraphengebäude am Ernst-August-Platz[4]
- 1889: Synagoge in Rawicz
- vor 1894: Vorarbeiten für das von dem Berliner Architekten Franz Heinrich Schwechten entworfene  Herzogliche Mausoleum in Dessau[1]